# Кифино Село
Кифино Село (Тучево) је насељено мјесто у општини Невесиње, Република Српска, БиХ. Кроз Кифино Село протиче ријека Заломка (Ситница). Добило је име по бегу Мехмеду Кифу. У Кифину Селу се налази и Црква Свете Тројице, на брду Дреновик. У новембру 1934, гром је ударио у цркву тијеком службе и убио човјека за пјевницом.

## Споменик
Са јужне стране цркве се налази споменик српском свештенику и војводи Петру Радовићу.

## Становништво
| Националност       | 1991. | 1981. | 1971. | 1961. |
| Срби               | 205   | 220   | 320   | 435   |
| Југословени        |       |       |       | 20    |
| Муслимани          | 2     | 3     | 4     |       |
| Црногорци          |       |       | 1     |       |
| остали и непознато |       |       |       |       |
| Укупно             | 207   | 223   | 325   | 455   |

| Демографија | Демографија | Демографија |
| Година      | Становника  | Становника  |
| ----------- | ----------- | ----------- |
| 1948.       | 2.197       |             |
| 1953.       | 3.631       |             |
| 1961.       | 455         |             |
| 1971.       | 325         |             |
| 1981.       | 223         |             |
| 1991.       | 207         |             |